# Operación Aquiles
La Operación Aquiles (en inglés: Operation Achilles) fue una operación militar de la OTAN llevada a cabo en el 2007 como parte de la Guerra de Afganistán. El objetivo era eliminar a los Talibán de la Provincia de Helmand. La operación comenzó el 6 de marzo de 2007 y la ofensiva fue la mayor operación de la OTAN en Afganistán en su fecha. Oficiales de la OTAN informaron de que, al contrario de lo ocurrido en operaciones previas, los combatientes talibanes estaban evitando la confrontación directa en favor de tácticas de guerrilla.
Fue dirigida por las fuerzas de la ISAF británicas y se centró en la presa Kajakai y los poblados de la zona, una importante fuente de energía para Afganistán y que parada durante varios años. Una parte de la misión fue la Operación Volcano, en la que los Royal Marines británicos tomaron con éxito un gran complejo Talibán cerca de la presa Kajakai. Así como la Operación Kryptonite que fue en la que las fuerzas aliadas realmente se encargaron de la limpieza de la central hidroeléctrica.

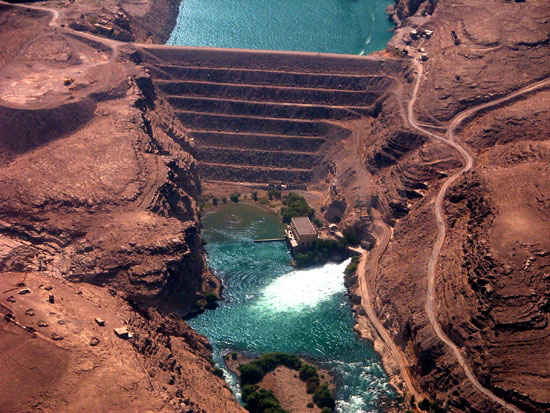
Presa Kajakai.